# Nicolas Carant
Nicolas Carant est un homme politique français né le 3 août 1751 à Lamarche (Vosges) et décédé le 21 juillet 1808 à Neufchâteau (Vosges).

## Biographie
Procureur syndic du district de Lamarche, puis maire, il est député des Vosges de 1791 à 1792. En l'an III, il est président de l'administration municipale de Lamarche puis devient conseiller référendaire à la Cour des Comptes.